# Aechmea kuntzeana
Espèce
Classification phylogénétique
Aechmea kuntzeana est une espèce de plantes à fleurs de la famille des Bromeliaceae, endémique de Bolivie

## Distribution
L'espèce est endémique de l'est de la Bolivie.

## Description
L'espèce est épiphyte.